# Thricops ineptus
Thricops ineptus är en tvåvingeart som först beskrevs av Stein 1920.  Thricops ineptus ingår i släktet Thricops och familjen husflugor.
Artens utbredningsområde är Idaho. Inga underarter finns listade i Catalogue of Life.